# Theophrastus redivivus

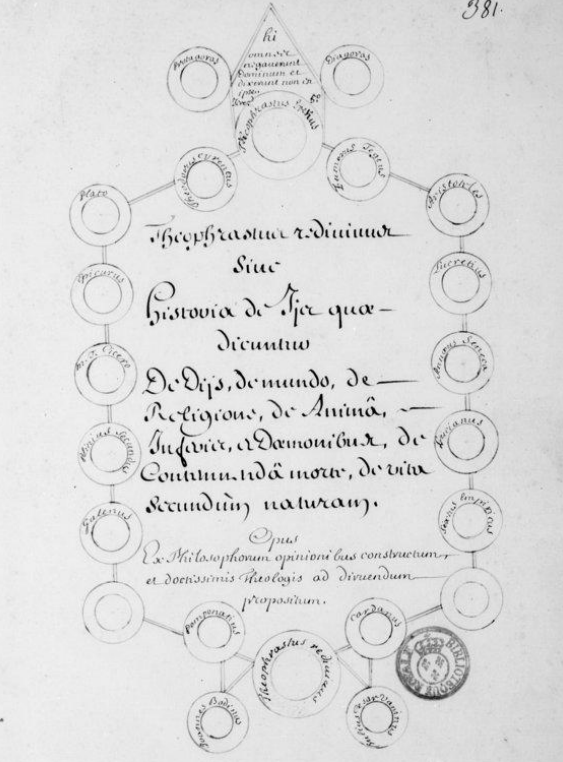
Capa do Theophrastus Redivivus (manuscrito de Paris).

Theophrastus redivivus é um texto filosófico clandestino em latim publicado em uma data desconhecida entre os anos de 1600 e 1700. O livro foi descrito como "um compêndio de velhos argumentos contra a religião e a crença em Deus" e "uma antologia do pensamento livre." Contém tratados materialistas e céticos de fontes clássicas como Pietro Pomponazzi, Lucilio Vanini, Michel de Montaigne, Maquiavel, Pierre Charron, e Gabriel Naudé.

## Conteúdo
Theophrastus redivivus é conhecido por proclamar que todos os grandes filósofos, incluindo o homônimo Teofrasto, foram ateus; que as religiões são invenções humanas; que não há nenhuma prova válida da existência de deuses, e que aqueles que afirmam ter passado experiências com um deus ou são desonestos ou doentes. No entanto, ao contrário do Tratado dos Três Impostores, outra obra anti-religiosa publicada à mesma época, Theophrastus redivivus nunca foi mencionado pelos filósofos do Iluminismo ou pensadores do século seguinte, apesar de ser uma das primeiras obras explicitamente anti-religiosas já publicados na Europa moderna.

### Estrutura
Theophrastus redivivus se divide em um prefácio ("prooemium") e seis tratados ("tractatus"), também chamados de livros ("libri"). Cada tratado se subdivide em múltiplos capítulos ("capita").
1. Tractatus primus qui est „de Diis“ – Sobre os deuses
2. Tractatus secundus qui est „de Mundo“ – Sobre o mundo
3. Tractatus tertius qui est „de religione“ – Sobre a religião
4. Tractatus quartus qui est „de anima et de inferis“ – Sobre a alma e o inferno
5. Tractatus quintus qui est „de contemnenda morte“ – Sobre o desprezo pela morte
6. Tractatus sextus qui est „de vita secundum natura“ – Sobre a vida natural

## Manuscritos sobreviventes
Sabe-se apenas de quatro cópias restantes: uma na Biblioteca Nacional da França, em Paris (doada por Claude Sallier em 1741, que supostamente a teria comprado no leilão das propriedades de Karl Heinrich von Hoym, em agosto de 1738), dois na Biblioteca Nacional da Áustria, em Viena, e uma com um professor Belga. Os estudiosos italianos Gianni Paganini e Guido Canziani mostraram que os dois manuscritos austríacos da coleção Hohendorf, que eram propriedades do Príncipe Eugênio de Sabóia são, provavelmente, mais antigos, baseados em um original anterior, e que os manuscritos parisiense e belga foram copiados dos pertencentes ao Príncipe Eugênio. Eles também editaram e publicaram em 1981 a obra Theophrastus redivivus. Erudizione e ateismo nel Seicento (Nápoles, 1979), de autoria do estudioso Tullio Gregory.

## Theophrastus redivivus de 1659, por Hessling
O manuscrito possui o mesmo título que outra obra, um livro impresso publicado em Frankfurt, por um Elias Johann Hessling, em 1659. O livro de 1659, escrito em alemão defendendo o cientista e ocultista renascentista suíço-alemão Paracelso, não tem nenhuma conexão com a obra anônima. Não se sabe qual obra foi escrita primeiro, ou por que os dois livros compartilham o mesmo título; nenhuma das duas obras menciona a outra.